# Pingku
Pingku is een bestuurslaag in het regentschap Bogor van de provincie West-Java, Indonesië. Pingku telt 7904 inwoners (volkstelling 2010).